# Lonicera hypoleuca
Lonicera hypoleuca là một loài thực vật có hoa trong họ Kim ngân. Loài này được Decne. mô tả khoa học đầu tiên năm 1844.